# Linha de Crestuma
A Linha de Crestuma foi um caminho de ferro de via estreita que foi planeado mas nunca construído, que deveria ter ligado a Estação Ferroviária da Senhora da Hora, na Linha da Póvoa, à Linha do Vouga, em Portugal.

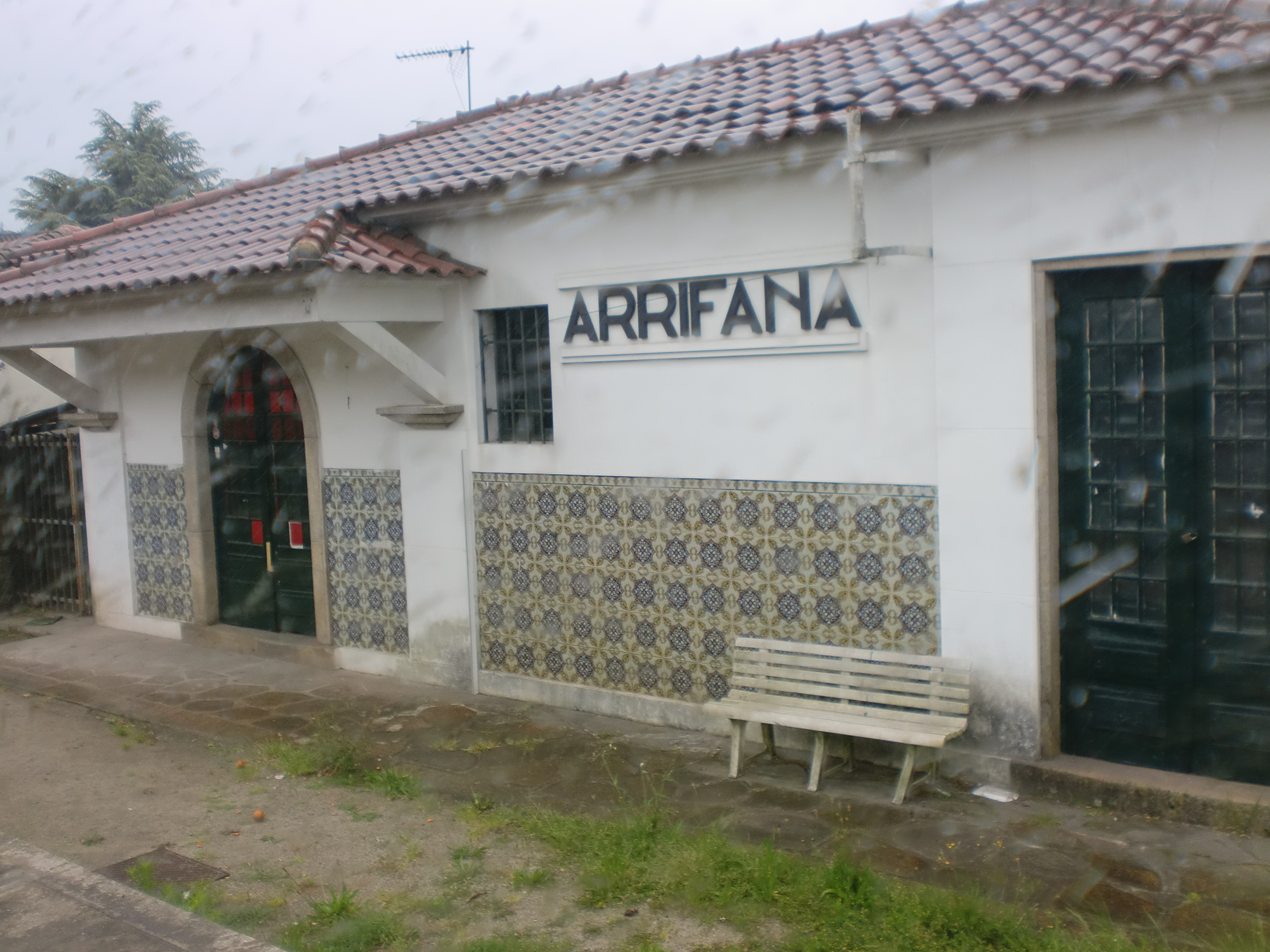
Apeadeiro de Arrifana, em 2016.

## História
A Companhia do Vouga pediu a concessão de uma linha de via estreita entre Arrifana e Senhora da Hora, na Linha da Póvoa, de forma a ligar as duas redes, e eliminar a necessidade dos passageiros e mercadorias com origem ou destino na cidade do Porto terem de fazer transbordo em Espinho.
Um projecto semelhante foi proposto pela comissão técnica que em 1927 foi encarregada de preparar a revisão do Plano Geral da Rede Ferroviária, que foi publicado pelo Decreto n.º 18:190, de 28 de Março de 1930. Um dos projectos que foram incluídos neste plano foi a Linha de Crestuma, que se deveria iniciar na Senhora da Hora e terminado num ponto da Linha do Vouga a ser determinado por futuros estudos, servindo pelo caminho as povoações de São Pedro da Cova e Crestuma.